# Campionati europei allievi di atletica leggera 2016
I campionati europei allievi di atletica leggera 2016 sono la prima edizione dei campionati europei allievi di atletica leggera (in inglese European Athletics Youth Championships). Si svolgono a Tbilisi, in Georgia, dal 14 al 17 luglio e il programma prevede 40 diverse discipline, 20 maschili e 20 femminili.
La mascotte dei campionati è Koko, uno scoiattolo simbolo di velocità e rapidità.

## Criteri di partecipazione
La tabella che segue riporta i tempi e le misure minimi che gli atleti dovevano aver stabilito (tra il 1º gennaio 2015 e il 4 luglio 2016) per poter partecipare alla competizione:
| Gara                   | Uomini                                                    | Donne                                                     |
| ---------------------- | --------------------------------------------------------- | --------------------------------------------------------- |
| 100 m                  | 11"10                                                     | 12"25                                                     |
| 200 m                  | 22"55                                                     | 25"20                                                     |
| 400 m                  | 49"60                                                     | 57"20                                                     |
| 800 m                  | 1'55"00                                                   | 2'13"50                                                   |
| 1500 m                 | 4'01"00                                                   | 4'37"00                                                   |
| 3000 m                 | 8'40"00                                                   | 9'53"00                                                   |
| Marcia 5 000 m         | –                                                         | 25'30"0                                                   |
| Marcia 10 000 m        | 48'30"0                                                   | –                                                         |
| 100 m hs               | –                                                         | 14,25 m (0,762 m)                                         |
| 110 m hs               | 14,55 m (0,914 m)                                         | –                                                         |
| 400 m hs               | 55"90 (0,838 m)                                           | 1'03"00 (0,762 m)                                         |
| 2000 m siepi           | 6'15"00                                                   | 7'25"00                                                   |
| Staffetta svedese      | Possono partecipare 16 squadre per ogni gara di staffetta | Possono partecipare 16 squadre per ogni gara di staffetta |
| Salto in alto          | 2,02 m                                                    | 1,74 m                                                    |
| Salto con l'asta       | 4,60 m                                                    | 3,70 m                                                    |
| Salto in lungo         | 7,00 m                                                    | 5,90 m                                                    |
| Salto triplo           | 14,45 m                                                   | 12,25 m                                                   |
| Getto del peso         | 17,70 m (5 kg)                                            | 14,85 m (3 kg)                                            |
| Lancio del disco       | 53,10 m (1,5 kg)                                          | 41,50 m (1 kg)                                            |
| Lancio del martello    | 63,00 m (5 kg)                                            | 59,50 m (3 kg)                                            |
| Lancio del giavellotto | 64,00 m (700 g)                                           | 46,00 m (800 g)                                           |
| Eptathlon              | –                                                         | 4800 p.                                                   |
| Decathlon              | 6400 p.                                                   | –                                                         |

Ogni nazione può far gareggiare fino a tre atleti per ogni gara individuale; di questi, almeno due devono essersi qualificati secondo i criteri sopra descritti. In alternativa, ogni nazione può iscrivere un atleta in ogni gara individuale anche se non ha ottenuto i minimi di partecipazione, fino a un massimo di 26 atleti senza minimo di partecipazione.
Ogni federazione nazionale può iscrivere fino a due staffette (una maschile e una femminile); per ogni staffetta possono essere iscritti fino a sei atleti. Alla staffetta possono partecipare questi sei atleti o altri atleti già iscritti in altre gare. Possono partecipare alle staffette sedici squadre nazionali.
La European Athletic Association può invitare, secondo le norme descritte nel Team manual, un certo numero di atleti per assicurare un numero minimo di partecipanti per ogni singola gara (40 atleti per 100, 200, 400, 800 m, 100, 110 e 400 m hs; 30 atleti per tutti i concorsi; 27 atleti per i 1500 metri; 25 atleti per le gare di marcia; 24 atleti per le prove multiple; 15 atleti per i 3000 m.).

## Nazioni partecipanti
Tra parentesi, il numero di atleti partecipanti per nazione.
- Andorra (5)
- Armenia (4)
- Austria (17)
- Azerbaigian (1)
- Belgio (18)
- Bielorussia ((31)
- Bosnia ed Erzegovina (4)
- Bulgaria (16)
- Rep. Ceca (32)
- Cipro (3)
- Croazia (15)
- Danimarca (12)
- Estonia (21)
- Finlandia (26)
- Francia (37)
- Georgia (14)

- Germania ((46)
- Gibilterra (3)
- Grecia (20)
- Irlanda (30)
- Islanda (3)
- Israele (8)
- Italia (55)
- Kosovo (4)
- Lettonia (15)
- Lituania (20)
- Lussemburgo (4)
- Macedonia (2)
- Malta (2)
- Moldavia (2)
- Monaco (1)

- Norvegia (28)
- Polonia (40)
- Portogallo (15)
- Regno Unito (33)
- Romania (31)
- San Marino (4)
- Serbia (17)
- Slovacchia (16)
- Slovenia (37)
- Spagna (43)
- Svezia (23)
- Svizzera (30)
- Turchia (37)
- Ucraina (46)
- Ungheria (39)

## Risultati

### Uomini
| Specialità | Oro                                                                   | Prestazione | Argento                                               | Prestazione | Bronzo                                                            | Prestazione |
| Corse piane |                                                                       |             |                                                       |             |                                                                   |             |
| 100 m piani | Marvin Schulte                                                        | 10"56       | Henrik Larsson                                        | 10"57       | Samuel Purola                                                     | 10"62 =     |
| 200 m piani | Jona Efoloko                                                          | 21"15       | Kasper Kadestål                                       | 21"18       | Pol Retamal                                                       | 21"24       |
| 400 m piani | Ihar Zubko                                                            | 47"16       | Mihai Cristian Pislaru                                | 47"46       | Mahsum Korkmaz                                                    | 47"69       |
| 800 m piani | George Mills                                                          | 1'48"82     | Andrea Romani                                         | 1'49"58     | Simone Barontini                                                  | 1'49"78     |
| 1 500 m piani | Jake Heyward                                                          | 4'00"64     | Pierre Proust                                         | 4'01"62     | Enrique Herreros                                                  | 4'02"06     |
| 3 000 m piani | Elzan Bibic                                                           | 8'09"06     | Anasse Mahboub El Hamdouini                           | 8'20"20     | Adrian Garcea                                                     | 8'20"94     |
| Marcia 10 000 m | Łukasz Niedziałek                                                     | 44'06"49    | Abdulselam Imük                                       | 45'30"41    | David Kuster                                                      | 45'42"09    |
| Corse a ostacoli |                                                                       |             |                                                       |             |                                                                   |             |
| 110 m hs | Dániel Eszes                                                          | 13"39       | Tuur Bras                                             | 13"42       | Jason Nicholson                                                   | 13"45       |
| 400 m hs | Alessandro Sibilio                                                    | 51"46       | Aleix Porras                                          | 51"56       | Emil Agyekum                                                      | 51"80       |
| 2000 m siepi | Tim Van de Velde                                                      | 5'53"77     | Stefan Schmid                                         | 5'54"79     | Rémi Schyns                                                       | 5'55"06     |
| Salti |                                                                       |             |                                                       |             |                                                                   |             |
| Salto con l'asta | Emmanouíl Karális                                                     | 5,45 m      | Bo Kanda Lita Baehre                                  | 5,30 m =    | Sondre Guttormsen                                                 | 5,05 m      |
| Salto in alto | Lukas Mihota                                                          | 2,18 m      | Adónios Mérlos                                        | 2,16 m =    | Dmytro Nikitin                                                    | 2,16 m      |
| Salto in lungo | Panayiótis Mantzouroyiánnis                                           | 7,60 m      | Enzo Hodebar                                          | 7,54 m      | Bogdan Ioan Sitoianu                                              | 7,31 m      |
| Salto triplo | Martin Lamou                                                          | 16,03 m     | Andrea Dallavalle                                     | 15,74 m     | Razvan Cristian Grecu                                             | 15,62 m     |
| Lanci |                                                                       |             |                                                       |             |                                                                   |             |
| Getto del peso | Odisséfs Mouzenídis                                                   | 21,51 m     | Dzmitriy Karpuk                                       | 19,65 m     | Eero Ahola                                                        | 19,60 m     |
| Lancio del disco | Georgios Koniarakis                                                   | 62,16 m     | Tim Ader                                              | 60,84 m     | Jan Vasco Bringmann                                               | 60,62 m     |
| Lancio del giavellotto | Kristaps Jaunpujens                                                   | 77,01 m     | Alexei Oleinic                                        | 74,49 m     | Matiss Velps                                                      | 74,47 m     |
| Lancio del martello | Myhaylo Havrylyuk                                                     | 78,12 m     | Jake Norris                                           | 76,00 m     | Ragnar Carlsson                                                   | 73,57 m     |
| Prove multiple |                                                                       |             |                                                       |             |                                                                   |             |
| Decathlon | Manuel Wagner                                                         | 7382 p.     | Jorg Vanlierde                                        | 7311 p.     | Leon Okafor                                                       | 7232 p.     |
| Staffette |                                                                       |             |                                                       |             |                                                                   |             |
| Staffetta svedese (100 - 200 - 300 - 400 m) | Italia Lorenzo Paissan Mario Marchei Alessandro Sibilio Andrea Romani | 1'52"78     | Spagna Sergio López Jesus Gomez Pol Retamal Ivan Alba | 1'53"62     | Polonia Damian Sztejkowski Rafal Pajak Szymon Kreft Maciej Wójcik | 1'53"80     |
| miglior prestazione mondiale under 18; miglior prestazione mondiale stagionale under 18; record europeo; miglior prestazione europea stagionale; record europeo under 18; record dei campionati; record nazionale; record nazionale under 18; record personale; record personale stagionale. |                                                                       |             |                                                       |             |                                                                   |             |

### Donne
| Specialità | Oro                                                                     | Prestazione | Argento                                                                   | Prestazione | Bronzo                                                               | Prestazione |
| Corse piane |                                                                         |             |                                                                           |             |                                                                      |             |
| 100 m piani | Keshia Kwadwo                                                           | 11"76       | Gina Akpe-Moses                                                           | 11"80       | Klaudia Adamek                                                       | 11"82       |
| 200 m piani | Marine Mignon                                                           | 23"35       | Alisha Rees                                                               | 23"70       | Nikola Bendová                                                       | 24"00       |
| 400 m piani | Andrea Miklós                                                           | 52"70       | Karolina Łozowska                                                         | 54"56       | Josefine Tomine Eriksen                                              | 55"26       |
| 800 m piani | Isabelle Boffey                                                         | 2'07"19     | Anna Burt                                                                 | 2'08"54     | Gabriela Gajanová                                                    | 2'09"43     |
| 1 500 m piani | Delia Sclabas                                                           | 4'22"51     | Sabrina Sinha                                                             | 4'23"10     | Erin Wallace                                                         | 4'28"17     |
| 3 000 m piani | Delia Sclabas                                                           | 9'23"44     | Stine Wangberg                                                            | 9'26"55     | Lucy Pygott                                                          | 9'28"15     |
| Marcia 5 000 m | Meryem Bekmez                                                           | 22'50"22    | Ayşe Tekdal                                                               | 28'58"17    | Marina Peña                                                          | 23'05"90    |
| Corse a ostacoli |                                                                         |             |                                                                           |             |                                                                      |             |
| 100 m hs | Desola Oki                                                              | 13"30 =     | Viktoryia Zakharchuk                                                      | 13"48       | Molly Scott                                                          | 13"51       |
| 400 m hs | Viivi Lehikoinen                                                        | 58"28       | Yasmin Giger                                                              | 58"39       | Sara Gallego                                                         | 58"73       |
| 2000 m siepi | Anna Mark Helwigh                                                       | 6'34"52     | Tíra Pavuk                                                                | 6'41"70     | Lora Ontl                                                            | 6'43"60     |
| Salti |                                                                         |             |                                                                           |             |                                                                      |             |
| Salto con l'asta | Alina Strömberg                                                         | 4,15 m      | Meritxell Benito                                                          | 4,05 m      | Amálie Švábíková                                                     | 4,05 m      |
| Salto in alto | Maja Nilsson                                                            | 1,82 m      | Urte Baikstyte                                                            | 1,79 m      | Déspina Maltabé                                                      | 1,75 m      |
| Salto in lungo | Holly Mills                                                             | 6,19 m      | Maja Bedrač                                                               | 6,19 m      | Marisa Carvalho                                                      | 6,08 m      |
| Salto triplo | Georgiana Iuliana Anitei                                                | 13,19 m     | Eva Pepelnak                                                              | 13,03 m     | Tene Cisse                                                           | 12,79 m     |
| Lanci |                                                                         |             |                                                                           |             |                                                                      |             |
| Getto del peso | Alexandra Emilianov                                                     | 18,50 m     | Jule Steuer                                                               | 17,97 m     | Sydney Giampietro                                                    | 17,45 m     |
| Lancio del disco | Alexandra Emilianov                                                     | 58,09 m     | Amelie Döbler                                                             | 50,14 m     | Helena Leveelahti                                                    | 49,34 m     |
| Lancio del giavellotto | Arianne Duarte Morais                                                   | 60,89 m     | Carolina Visca                                                            | 59,10 m     | Elina Kinnunen                                                       | 57,40 m     |
| Lancio del martello | Kateřina Skypalová                                                      | 66,58 m     | Tatsiana Ramanouvich                                                      | 66,16 m     | Kiira Väänänen                                                       | 66,00 m     |
| Prove multiple |                                                                         |             |                                                                           |             |                                                                      |             |
| Eptathlon | Alina Shukh                                                             | 6186 p.     | Sarah Lagger                                                              | 6175 p.     | Niamh Emerson                                                        | 5919 p.     |
| Staffette |                                                                         |             |                                                                           |             |                                                                      |             |
| Staffetta svedese (100 - 200 - 300 - 400 m) | Francia Cyrena Samba-Mayela Eloise de la Taille Marine Mignon Iman Jean | 2'08"48     | Polonia Klaudia Adamek Alicja Potasznik Martyna Kotvila Karolina Lozowska | 2'08"57     | Italia Camilla Maestrini Zaynab Dosso Valeria Simonelli Letizia Tiso | 2'08"99     |
| miglior prestazione mondiale under 18; miglior prestazione mondiale stagionale under 18; record europeo; miglior prestazione europea stagionale; record europeo under 18; record dei campionati; record nazionale; record nazionale under 18; record personale; record personale stagionale. |                                                                         |             |                                                                           |             |                                                                      |             |

## Medagliere
Legenda
     Paese ospitante
| Posizione | Paese       | Oro | Argento | Bronzo | Totale |
| --------- | ----------- | --- | ------- | ------ | ------ |
| 1         | Regno Unito | 5   | 4       | 4      | 13     |
| 2         | Germania    | 4   | 4       | 2      | 10     |
| 3         | Italia      | 3   | 3       | 3      | 9      |
| 4         | Francia     | 3   | 2       | 2      | 7      |
| 5         | Grecia      | 3   | 1       | 1      | 5      |
| 6         | Romania     | 2   | 1       | 3      | 6      |
| 7         | Moldavia    | 2   | 1       | 0      | 3      |
| 7         | Svizzera    | 2   | 1       | 0      | 3      |
| 9         | Finlandia   | 2   | 0       | 5      | 7      |
| 10        | Ucraina     | 2   | 0       | 1      | 3      |
| 11        | Bielorussia | 1   | 3       | 0      | 4      |
| 12        | Polonia     | 1   | 2       | 2      | 5      |
| 13        | Belgio      | 1   | 2       | 1      | 4      |
| 13        | Svezia      | 1   | 2       | 1      | 4      |
| 13        | Turchia     | 1   | 2       | 1      | 4      |
| 16        | Norvegia    | 1   | 1       | 2      | 4      |
| 17        | Ungheria    | 1   | 1       | 0      | 2      |
| 18        | Rep. Ceca   | 1   | 0       | 2      | 3      |
| 19        | Lettonia    | 1   | 0       | 1      | 2      |
| 20        | Cipro       | 1   | 0       | 0      | 1      |
| 20        | Danimarca   | 1   | 0       | 0      | 1      |
| 20        | Serbia      | 1   | 0       | 0      | 1      |
| 23        | Spagna      | 0   | 4       | 4      | 8      |
| 24        | Austria     | 0   | 2       | 1      | 3      |
| 25        | Slovenia    | 0   | 2       | 0      | 2      |
| 26        | Irlanda     | 0   | 1       | 1      | 2      |
| 27        | Lituania    | 0   | 1       | 0      | 1      |
| 28        | Croazia     | 0   | 0       | 1      | 1      |
| 28        | Portogallo  | 0   | 0       | 1      | 1      |
| 28        | Slovacchia  | 0   | 0       | 1      | 1      |
| Totale    | Totale      | 40  | 40      | 40     | 120    |